# Матвеева (Архангельская область)
Матве́ева — заброшенная деревня в Каргопольском районе Архангельской области России. Входит в состав муниципального образования сельское поселение У́хотское. 
Адрес администрации: 164144, Архангельская область, Каргопольский район, д. Песок (У́хта).

## Население
| 2002 | 2010 | 2012 |
| ---- | ---- | ---- |
| 0    | →0   | →0   |

## География
Деревня Матвеева стоит на реке Свидь. Деревня находится к югу от Каргополя, на расстоянии 97 км, в самой дальней точке трассы Каргополь — Заполье — Философская — Мокеевская — Никифорово — Скорюково — Сварозеро — Медведево — поворот на Давыдово — ур. Горбыши — Селище — Осютино — Матвеева. Дальше имеется просёлок на Астафьево.
 
Деревня Осютино находится в 500 метрах.

## История
Дата основания деревни неизвестна.
Постоянно проживающих в деревне жителей нет. Есть несколько строений, принадлежащих отдыхающим из окрестных населённых пунктов. 